# Masacre de Jatín
Jatín (en bielorruso y ruso: Хаты́нь) fue un pueblo de 26 casas y 156 habitantes en Bielorrusia, en el Raión de Lagoysk, en la Región de Minsk, a 50 km de Minsk. El 22 de marzo de 1943 toda la población de la aldea fue masacrada por el 118.º batallón nazi de la Schutzmannschaft, formado en julio de 1942 en Kiev y compuesto principalmente de colaboradores nacionalistas ucranianos desde el oeste de Ucrania, hiwis y el batallón especial Dirlewanger de las Waffen-SS.
La masacre no fue un incidente inusual en Bielorrusia durante la Segunda Guerra Mundial. Al menos 5 295 asentamientos bielorrusos fueron quemados y destruidos por los nazis, y con frecuencia todos sus habitantes fueron asesinados (en algunos asentamientos perecieron hasta 1 500 víctimas) como castigo por colaborar con los partisanos. Jatín se convirtió en un símbolo de todos esos pueblos. En la región de Vitebsk, 243 aldeas fueron quemadas dos veces, 83 aldeas en tres ocasiones y 22 aldeas fueron incendiadas cuatro o más veces. En la región de Minsk, 92 aldeas fueron quemadas dos veces, 40 aldeas en tres ocasiones, nueve aldeas cuatro veces, y seis aldeas cinco o más veces. En total, más de dos millones de personas murieron en Bielorrusia durante los tres años de ocupación nazi, casi un cuarto de la población del país.

## Masacre
El 22 de marzo de 1943, un convoy alemán fue atacado por partisanos soviéticos cerca de la aldea de Koziri a solo 6 km de distancia de Jatín, lo que provocó la muerte de cuatro policías del 118.º Batallón Schutzmannschaft, que consistía principalmente de colaboradores ucranianos y prisioneros del Ejército Rojo, voluntarios de guerra y desertores. Entre los muertos estaba el Hauptmann Hans Woellke, el oficial al mando del batallón. Woellke fue campeón olímpico en Berlín 1936 y conocido de Adolf Hitler.
Tropas de la Brigada Dirlewanger, una unidad compuesta principalmente por criminales reclutados para tareas antipartidistas, ingresaron a la aldea y expulsaron a los habitantes de sus casas a un cobertizo, que luego se cubrió con paja e incendiaron. Las personas atrapadas lograron derribar las puertas delanteras, pero al tratar de escapar, fueron asesinadas por disparos de ametralladoras. 147 personas, incluidos 75 niños menores de 16 años, fueron asesinados, quemados, disparados o asfixiados en el incendio. El pueblo fue saqueado y quemado hasta sus cimientos.

## Supervivientes
Sobrevivieron ocho habitantes de la aldea, de los cuales seis presenciaron la masacre: cinco niños y un adulto. Dos seguían vivos en 2008:
1. Anton Iosifovich Baranovski, de doce años (1930–1969), murió por heridas en ambas piernas.[8] Sus lesiones fueron tratadas por partisanos. Cinco meses después de la apertura del Memorial, Baranovski murió en circunstancias poco claras.
2. El único sobreviviente adulto de la masacre, el herrero de la aldea de 56 años Yuzif Kaminski (1887–1973), recuperó la conciencia con heridas y quemaduras después de que los asesinos se habían marchado. Supuestamente encontró a su hijo quemado, quien más tarde murió en sus brazos. Este incidente se conmemoró más tarde con una estatua en el Memorial Jatín.[8]
3. Otro niño de 12 años, Alexander Petrovich Zhelobkovich (1930–1994), escapó de la aldea antes de que los soldados pudieran rodearla por completo. Su madre lo despertó y lo puso en un caballo, en el que escapó a un pueblo cercano. Después de la guerra, sirvió en las fuerzas armadas y se convirtió en teniente coronel de reserva.[8]
4. Vladímir Antonovich Yaskevich (1930–2008) se escondió en un silo de patatas a 200 metros de la casa de su familia. Dos soldados se fijaron en el niño, pero le perdonaron. Vladímir notó que hablaban alemán entre ellos, no ucraniano.[9]
5. La hermana de Vladímir, Sofía Antonovna Yaskevich (más tarde Fiokhina) (nacida en 1934) se escondió en el sótano desde la madrugada de la masacre. Como adulta, trabajó como mecanógrafa, y se informó por última vez que vivía en Minsk.[8]
6. Víktor Andréyevich Zhelobkovich (nacido en 1936), un niño de siete años, sobrevivió al incendio en el cobertizo debajo del cadáver de su madre.[8] Como adulto, trabajó en la oficina de diseño de ingeniería precisa, y también se informó que vivía en Minsk.[8]

Otras dos mujeres de Jatín sobrevivieron porque estaban lejos de la aldea ese día.
- Tatiana Vasilyevna Karaban (1910 - década de 2000) visitaba a familiares en un pueblo vecino, Seredniaya.[10]
- Sofía Klimovich, un pariente de Karaban, también estaba visitando un pueblo cercano. Después de la guerra trabajó en el Memorial durante varios años.[10]

## Juicios tras la guerra
El comandante de uno de los pelotones del 118.º Batallón Schutzmannschaft, el ucraniano Vasil Meleshko, fue juzgado en un tribunal soviético y ejecutado en 1975.
El jefe de personal del 118.° Batallón Schutzmannschaft, el ucraniano Hrihori Vasiura, fue juzgado en Minsk en 1986 y declarado culpable de todos sus crímenes. Fue sentenciado a muerte por el veredicto del tribunal militar del Distrito Militar de Bielorrusia.
El caso y el juicio del verdugo principal de Jatín no recibieron mucha publicidad en los medios de comunicación; los líderes de las repúblicas soviéticas se preocuparon por la inviolabilidad de la unidad entre los pueblos bielorruso y ucraniano.